# Synanthedon formicaeformis
Стеклянница ивовая, или Стеклянница муравьиная (лат. Synanthedon formicaeformis) — вид стеклянниц из подсемейства Synanthedonini. Развитие происходит внутри предварительно повреждённых побегов ив.

## Этимология
Родовое название Synanthedon было образовано слиянием двух слов греческого происхождения: syn- (συν) (рус. «близко», «рядом») и -anthedon (ανθηδων) (рус. цветочный, цветистый). Anthedon обычно обозначало пчелу в древнегреческих поэтических произведениях. Таким образом, название Synanthedon может означать «похожий на пчелу».
Видовое название S. formicaeformis, как и у многих других видов стеклянниц, обычно отражает их сходство с каким-либо представителем перепончатокрылых или мимикрирующих под них насекомых (даже если это сходство крайне отдалённое). Так, formicaeformis может быть переведено на русский как «муравьевидная» (Formica — название типового рода семейства Муравьи).

## Описание
Небольшое чешуекрылое с размахом крыльев 11-24 мм. Голова чёрная. Усики чёрные, иногда с белыми кончиками.
Щупики нижней губы оранжевые. Как и у многих других стеклянниц из рода Synanthedon, крылья S. formicaeformis прозрачные. Чёрные, иногда красноватые чешуйки присутствуют лишь на жилковании крыльев, по их внешнему краю в виде красноватой бахромы, а также на кончиках передних крыльев в виде красноватых участков, благодаря которым бабочка получила своё обыденное английское название — red-tipped clearwing (рус. «стеклянница с красными кончиками»). Срединные поперечные узкие пятна на передних крыльях чёрного цвета, основание крыльев бесцветное. Тело иссяня-чёрное, иногда с желтоватыми отметинами. На удлинённом брюшке имеется красноватый поясок, располагающейся на одном, реде двух сегментах. На конце брюшка располагается характерная для Synanthedon кисточка чёрного цвета, у молодых особей — с двумя белыми пятнами по бокам на конце. Конечности чёрные, часто с 3-мя белыми отметинами.
Половой диморфизм между самками и самцами заключается в числе сегментов брюшка, идущих после первого сегмента красного пояса, кисточка в счёт не включается. Самцы имеют 3 сегмента, самки — 2. Определение пола подобным образом также возможно и на примере других видов Synanthedon, обладающими красным поясом. У только что появившихся из куколки самцов брюшко кажется короче, из-за чего похожи на самок. Отличить пол можно также по форме кисточки — у самок она более компактна (сплющена) при виде сбоку. Зачастую самцы меньше самок.
Гусеница внешне практически не отличима от любой другой гусеницы рода Synanthedon. Длина тела 16-20 мм. Гусеница беловатая или желтоватая, имеет 3 грудных и 5 брюшных ног, голова желтоватая, хитинизирована. Нижние челюсти тёмные, с 3-мя зубцами. Затылочный щиток коричневатый, с двумя коричневыми прожилками, расположенные под углом 45° к центру тела. Грудные конечности светло-коричневые, коготки тёмные. Брюшные конечности, как и у всех Sesiidae, обладают 2-мя рядами крючков. Дыхальца окаймлены коричневой каймой.
Куколка длиной 12-15 мм, красновато-коричневого или желтовато-коричневого цвета.
Яйцо эллиптической формы, тёмно-коричневое. Поверхность покрыта тонкой сетчатой структурой.

### Похожие виды
Среди похожих видов, обитающих в пределах ареала ивовой стеклянницы, существует 2, также обладающих красным поясом:
- Яблонная стеклянница (S. myopaeformis) — усики чаще полностью чёрные; основание крыла не окрашено; срединное пятно на переднем крыле более широкое, тёмное; кончики передних крыльев тёмные; окантовка заднего крыла более широкое; конечности полностью чёрные. Развитие связано с различными плодовыми деревьями: яблоня, груша, слива, вишня, рябина, боярышник.
- Стеклянница комаровидная (S. culiciformis) — усики чаще полностью чёрные; основание крыла красноватое; срединное пятно на переднем крыле относительно более широкое, чем у S. formicaeformis; кончики передних крыльев тёмные; окантовка крыльев коричневая, узкая; бёдра чёрные, голени и лапки чаще кремового цвета. Развитие с связано с берёзой.

Также существует 1 вид, внешне отличимый от S. formicaeformis, но наносящий похожий ущерб ивам на стадии личинки.
Synanthedon flaviventris — менее распространённый вид. Отличается наличием нескольких желтоватых полос на брюшке вместо одной красной. Кончики передних крыльев тёмные. Голени и лапки жёлтые. Кисточка чёрная, у молодых особей с желтоватыми отметинами. Личинка развивается на ивах, образуя похожие галлы грушевидной формы. Развитие личинки длится 2 года.
Обычно S. formicaeformis может быть определён по двум белым пятнам на кисточке и красноватым кончикам передних крыльев.

## Биология
Как и большинство чешуекрылых, стеклянница ивовая на стадии имаго питается нектаром и пыльцой цветковых растений. Чаще всего их можно встретить днём.
Лёт — с мая по август. Самка привлекает самцов при помощи выделяемых феромонов. После спаривания самка откладывает яйца на побеги и стволики различных видов ив разного возраста, чаще всего в места различных повреждений, приводящих к ослаблению дерева. Это могут быть механические повреждения, повреждения, вызванные другими насекомыми-ксилофагами, различные раковые заболевания, вызванные бактериями (в частности Agrobacterium tumefaciens) и грибами. Некоторые авторы сообщают, что для откладки яиц чаще всего подбирается Salix viminalis.
Генерация — одногодичная. Первоначально гусеница гусеница небольших размеров обитает в области между корой и древесиной, образуя ходы по окружности побега по мере питания, что приводит к образованию характерного галла «грушевидной формы». В более старшем возрасте личинка проникает глубже, проделывая ходы в древесины. Зимует гусеница. Перед окукливанием личинка проделывает отверстие, которое закрывает слоем буровой муки. Кокон создаётся из буровой муки, скреплённой шёлком. Перед скорым выходом бабочки куколка движениями брюшка выбирается наружу через отверстие. После выхода бабочки экзувий может некоторое время торчать из отверстия.

## Распространение
Стеклянница ивовая предпочитает обитать в поймах крупных рек, пойменных лугах, болотистой местности, местах, подверженных продолжительному переувлажнению, как например, кюветы, вдоль которых могут произрастать заросли ив.
Встречается по всей Европе, восточной Палеарктике и на Ближнем Востоке.

## Феромоны
Как и у многих других стеклянниц, самцы Synanthedon formicaeformis привлекаются самка при помощи феромонов. В настоящее время существует несколько искусственно созданных аналогов этих феромонов. Обычно их применяют для контроля численности и сбора живых особей. Для привлечения S. formicaeformis можно применять феромонные аттрактанты следующих типов: myo, tip, tip ves, myo tip ves, for. Последний for является специфичным именно для S. formicaeformis.